# Rajd ELPA 2001
Rajd Elpa 2001 (26. Elpa Rally Halkidiki) – 26. edycja rajdu samochodowego Rajd Elpa rozgrywanego w Grecji. Rozgrywany był od 8 do 9 września 2001 roku. Była to trzydziesta siódma runda Rajdowych Mistrzostw Europy w roku 2001 (rajd miał najwyższy współczynnik - 20) oraz piąta runda Rajdowych Mistrzostw Grecji. Składał się z 16 odcinków specjalnych.

## Klasyfikacja rajdu
| Miejsce                      | Kierowca                     | Pilot                        | Samochód                     | Czas                         | Strata                       |                              |
| Klasyfikacja generalna i ERC | Klasyfikacja generalna i ERC | Klasyfikacja generalna i ERC | Klasyfikacja generalna i ERC | Klasyfikacja generalna i ERC | Klasyfikacja generalna i ERC | Klasyfikacja generalna i ERC |
| ---------------------------- | ---------------------------- | ---------------------------- | ---------------------------- | ---------------------------- | ---------------------------- | ---------------------------- |
| 1.                           | Armodios Vovos               | Loris Meletopoulos           | Subaru Impreza S5 WRC '99    | 3:17:11.6                    | 0.0                          |                              |
| 2.                           | Roger Feghali                | Bruno Brissart               | Mitsubishi Lancer Evo VI     | 3:20:40.5                    | +3:28.9                      |                              |
| 3.                           | Antony Warmbold              | Gemma Price                  | Toyota Corolla WRC           | 3:21:33.7                    | +4:22.1                      |                              |
| 4.                           | Dimitris Drivakos            | Elias KordaS                 | Mitsubishi Lancer Evo V      | 3:25:33.0                    | +8:21.4                      |                              |
| 5.                           | Sotiris Hatzitsopanis        | Christos Nanos               | Ford Escort RS Cosworth      | 3:26:25.0                    | +9:13.4                      |                              |
| 6.                           | Alexandros Konstantakatos    | Anastasios Hasapis           | Mitsubishi Lancer Evo VI     | 3:26:39.0                    | +9:27.4                      |                              |
| 7.                           | Andreas Peratikos            | Harris Episkopou             | Mitsubishi Lancer Evo VI     | 3:28:59.3                    | +11:47.7                     |                              |
| 8.                           | Giovanni Recordati           | Freddy Delorme               | Toyota Corolla WRC           | 3:31:16.0                    | +14:04.4                     |                              |
| 9.                           | Dimitris Nassoulas           | Leonidas Mahaeras            | Mitsubishi Lancer Evo V      | 3:31:19.4                    | +14:07.8                     |                              |
| 10.                          | Socratis Tsolakidis          | Harris Dimos                 | Mitsubishi Lancer Evo VI     | 3:31:24.6                    | +14:13.0                     |                              |
| Mistrzostwa Grecji           |                              |                              |                              |                              |                              |                              |
| 1.                           | Armodios Vovos               | Loris Meletopoulos           | Subaru Impreza S5 WRC '99    | 3:17:11.6                    | 0.0                          |                              |
| 2.                           | Dimitris Drivakos            | Elias KordaS                 | Mitsubishi Lancer Evo V      | 3:25:33.0                    | +8:21.4                      |                              |
| 3.                           | Sotiris Hatzitsopanis        | Christos Nanos               | Ford Escort RS Cosworth      | 3:26:25.0                    | +9:13.4                      |                              |
| 4.                           | Alexandros Konstantakatos    | Anastasios Hasapis           | Mitsubishi Lancer Evo VI     | 3:26:39.0                    | +9:27.4                      |                              |
| 5.                           | Dimitris Nassoulas           | Leonidas Mahaeras            | Mitsubishi Lancer Evo V      | 3:31:19.4                    | +14:07.8                     |                              |
| 6.                           | Socratis Tsolakidis          | Harris Dimos                 | Mitsubishi Lancer Evo VI     | 3:31:24.6                    | +14:13.0                     |                              |